# Dominic Maroh
Dominic Maroh (Nürtingen, 4 marzo 1987) è un ex calciatore sloveno, di ruolo difensore.

## Palmarès

### Club

#### Competizioni nazionali
- 2. Fußball-Bundesliga: 1

Colonia: 2013-2014